# الکساندر ایوانوویچ ایاس
الکساندر ایوانوویچ ایاس (۱۸۶۹–۱۹۱۴ میلادی) کنسول روسیه ترازی ایران و عکاس روسی بود. ایاس بیش از ۸۰ عکس از بخش‌های مختلف ایران خصوصاً بخش‌های کردنشین جنوب آذربایجان غربی و خراسان تربت حیدریه در فاصله سال‌های ۱۹۰۱ و ۱۹۱۴ میلادی به ثبت رسانده است. عکس‌های او از بوکان، ساوجبلاغ مکری (مهاباد)، اشنویه و سایر نقاط دیگر، در یک آلبوم گردآوری شده است.

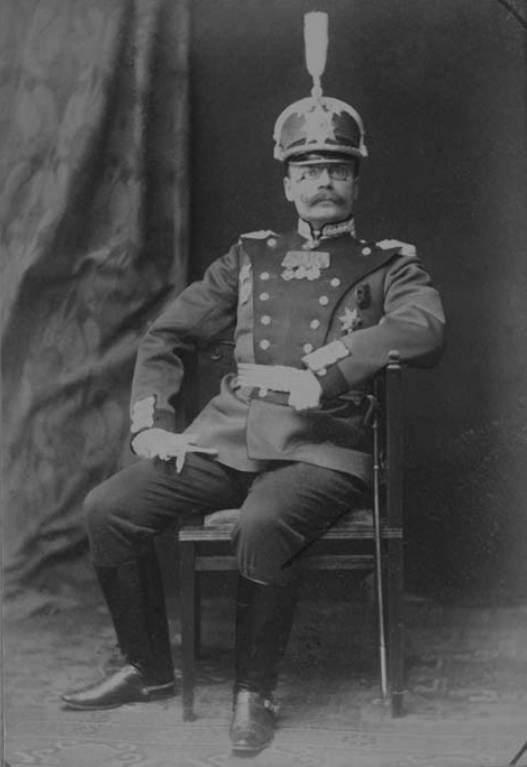
الکساندر ایوانوویچ ایاس

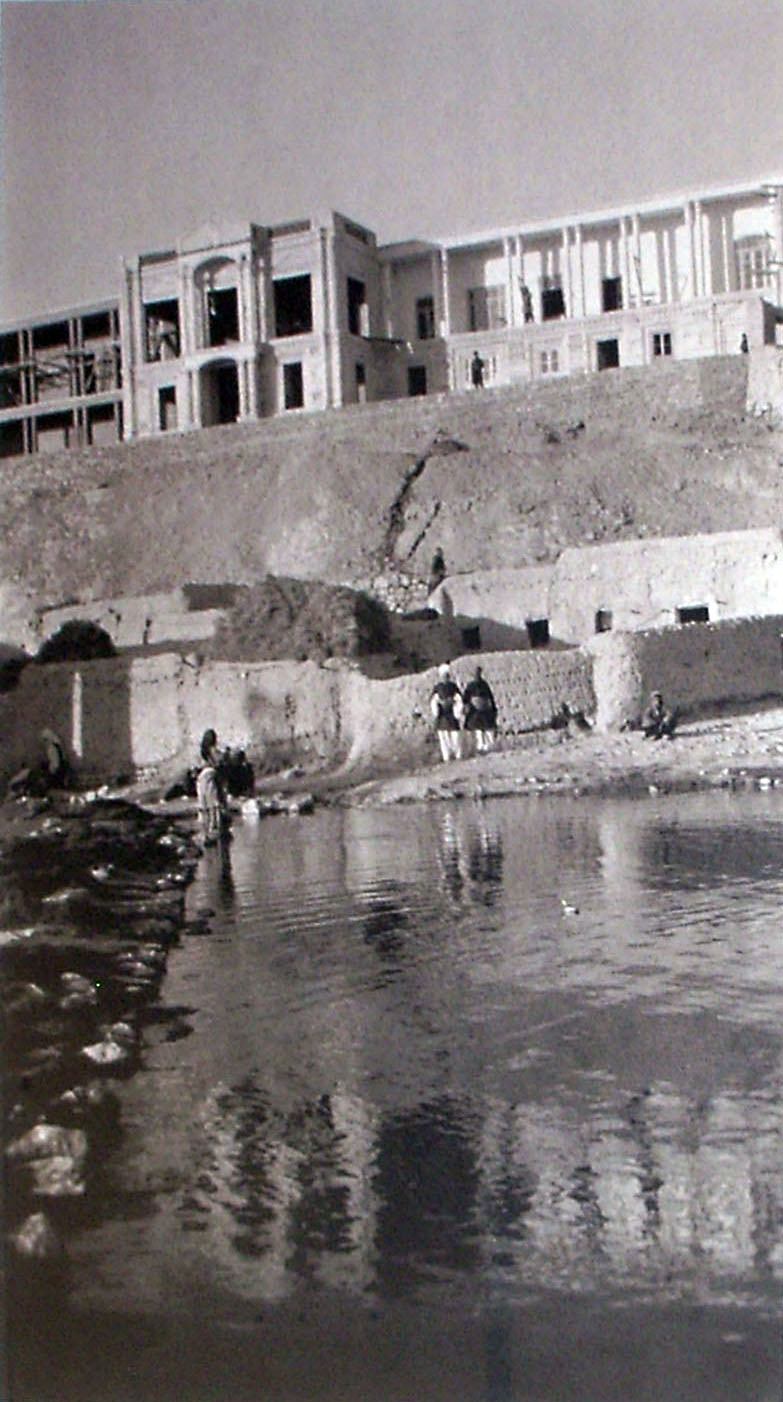
یکی از عکس‌های معروف الکساندر ایاس از بوکان و قلعهٔ سردار در سال ۱۹۱۳ میلادی برابر با ۱۲۹۲ خورشیدی. بوکان ملک و خانه خانواده سردار عزیزخان مکری بود.

در سال ۲۰۰۶ نمایشگاهی از عکس‌های الکساندر ایوانوویچ ایاس، کنسول روسیه تزاری در ایران از روز ۱۰ اکتبر در گالری برونئی، مدرسه مطالعات شرقی و آفریقایی دانشگاه لندن (سواس) دایر شد.
در سال ۱۹۱۴ در حوالی میاندوآب الکساندر ایوانوویچ ایاس به قتل رسید.